# Parteienfinanzierung in Österreich
Die Parteienfinanzierung in Österreich ist seit 1975 Gegenstand gesetzlicher Regelung und öffentlicher Förderung. Obwohl eine Abgrenzung zwischen der Finanzierung von Wahlkämpfen und der laufenden Tätigkeit von Parteien wegen der unterschiedlichen  Wahlperioden im Bund und in den Ländern ziemlich schwierig ist, sah das österreichische Recht lange Jahre eine getrennte Förderung der Parteien und ihrer Wahlkämpfe aus dem Bundeshaushalt vor. Ähnlich verhielten sich die Bundesländer und wichtige Kommunalverwaltungen. Erst seit 2022 müssen laut Parteiengesetz Belege und Rechnungen sieben Jahre lang aufbewahrt werden.
2023 sind die öffentlichen Ausgaben für Parteienförderung stark, auf 26 Euro pro Einwohner gestiegen. Förderregeln der Länder unterschieden sich deutlich.
Im Frühjahr 2024 verhängte der Unabhängige Parteien-Transparenz-Senat (UPTS) im Bundeskanzleramt Strafen gegen ÖVP, SPÖ und – erstmals – Grüne.

## Einnahmequellen der Parteien
Auch in Österreich sind Parteien im 19. Jhdt. als freiwillige Organisationen von Bürgern entstanden, die sich ursprünglich nur aus Mitgliedsbeiträgen und Parteispenden finanzierten. Inzwischen sind mit den Mandatsträgerabgaben („Parteisteuern“) und öffentlichen Mitteln weitere Säulen der Mittelbeschaffung hinzugekommen.
Bis 1975 (Regierung Kreisky) waren Beitragseinnahmen, Spenden und Parteisteuern die wichtigsten Einnahmequellen für die österreichischen Parteien, es gab keine staatliche Parteienförderung. Während der 1990er Jahre trugen etwa 900.000 eingeschriebene Parteimitglieder 15–25 % zu den jährlichen Gesamteinnahmen der Parteien bei. Gewerkschaften und Wirtschaftskreise spendeten zusätzliche 10–13 %. Die Parteisteuern lieferten 10–14 % und Subventionen aus den öffentlichen Haushalten von Bund, Ländern und Gemeinden sorgten für 48–64 % aller Einnahmen.

### Förderungen des Bundes
Das österreichische Recht unterscheidet zwischen der (auf dem Stimmzettel erscheinenden) wahlwerbenden Partei (Wahlpartei), der für das politische Tagesgeschäft zuständigen politischen Partei und den Parlamentsklubs mit jeweils unterschiedlichen Einnahmen. Klubs werden seit 1963 gefördert; aktuelle Grundlage dafür ist das Klubfinanzierungsgesetz von 1985. Daneben werden im gesamten Fördersystem parteinahe Organisationen (darunter durch die Presseförderung auch der Parteimedien) und Politische Akademien gefördert, selbst wenn dies genau genommen über die eigentliche Parteienförderung hinausreicht. Auch die nicht im Nationalrat vertretenen Parteien haben im Wahljahr Anspruch auf Fördermittel für ihre Tätigkeit (Wahlkampfkostenrückerstattung), falls sie mehr als ein Prozent der gültigen Stimmen erhalten haben (§ 1 Abs. 3 Parteien-Förderungsgesetz 2012).
| Jahr | Partei   | Parteienförderung | Klubförderung   | Parteiakademien | GESAMT          |
| ---- | -------- | ----------------- | --------------- | --------------- | --------------- |
| 2018 | ÖVP      | 9.710.779,27 €    | 5.987.244,39 €  | 2.885.608,85 €  | 18.583.632,51 € |
| 2018 | SPÖ      | 8.319.876,25 €    | 5.474.135,87 €  | 2.575.920,33 €  | 16.369.932,45 € |
| 2018 | FPÖ      | 8.050.334,50 €    | 5.255.144,54 €  | 2.544.951,48 €  | 15.850.430,52 € |
| 2018 | NEOS     | 1.815.581,05 €    | 2.473.361,01 €  | 1.275.228,52 €  | 5.564.170,58 €  |
| 2018 | JETZT    | 1.547.996,73 €    | 2.005.828,33 €  | 1.213.290,82 €  | 4.767.115,88 €  |
| 2018 | GRÜNE    | 481.595,00 €      | 0,00 €          | 0,00 €          | 481.595,00 €    |
| 2018 | Gesamt   | 29.926.162,80 €   | 21.195.714,14 € | 10.495.000,00 € | 61.616.876,94 € |
| 2017 | SPÖ      | 8.188.124,12 €    | 5.306.292,81 €  | 2.450.983,15 €  | 15.945.400,08 € |
| 2017 | ÖVP      | 7.347.616,88 €    | 5.532.338,19 €  | 2.387.661,36 €  | 15.267.616,43 € |
| 2017 | FPÖ      | 6.311.853,16 €    | 4.640.447,16 €  | 2.007.730,63 €  | 12.960.030,95 € |
| 2017 | GRÜNE    | 3.907.679,14 €    | 2.621.757,78 €  | 1.564.478,12 €  | 8.093.915,04 €  |
| 2017 | NEOS     | 1.693.132,02 €    | 2.204.383,61 €  | 1.057.903,82 €  | 4.955.419,45 €  |
| 2017 | STRONACH | 1.919.411,47 €    | 858.332,90 €    | 994.582,03 €    | 3.772.326,4 €   |
| 2017 | Gesamt   | 29.367.816,80 €   | 21.975.673,70 € | 10.495.000,00 € | 61.838.490,5 €  |
| 2016 | SPÖ      | 8.188.124,12 €    | 5.229.962,72 €  | 2.450.983,15 €  | 15.869.069,99 € |
| 2016 | ÖVP      | 7.347.616,88 €    | 5.184.532,03 €  | 2.387.661,36 €  | 14.919.810,27 € |
| 2016 | FPÖ      | 6.311.853,16 €    | 4.349.298,82 €  | 2.007.730,63 €  | 12.668.882,61 € |
| 2016 | GRÜNE    | 3.907.679,14 €    | 3.389.547,18 €  | 1.564.478,12 €  | 8.861.704,44 €  |
| 2016 | NEOS     | 1.693.132,02 €    | 2.206.499,23 €  | 1.089.564,71 €  | 4.989.195,96 €  |
| 2016 | STRONACH | 1.919.411,47 €    | 1.700.145,58 €  | 994.582,03 €    | 4.614.139,08 €  |
| 2016 | Gesamt   | 29.367.816,80 €   | 22.059.985,56 € | 10.495.000,00 € | 61.922.802,36 € |

### Förderungen der Länder und andere Förderungen
Die Parteien- und Klubförderung sowie die Förderung von Parteiakademien auf Ebene von Bund und Ländern betrug im Jahr 2015 194,4 Millionen Euro. Im Jahr 2014 waren 205 Millionen Euro Fördermittel ausbezahlt worden, inklusive Wahlkampfkosten-Rückerstattungen für die Europawahl in Höhe von 12,4 Mio. Euro. ÖVP und SPÖ allein erhielten 63,8 bzw. 60,2 Millionen.
Weitere öffentliche Förderungen erhalten Parteien von Städten und Gemeinden.

## Ausgaben der Parteien
Für 1988 schätzte Hubert Sickinger den Gesamtbetrag der von österreichischen Parteien ausgegebenen Mittel auf 309 öS (ATS) pro Wahlberechtigten, für 1993 auf 375 öS (ATS) und für 1998 auf 413 öS (ATS) jeweils pro Kopf. Damit gehören die Ausgaben der österreichischen Parteien zur Spitzengruppe unter 16 in einem internationalen Vergleich betrachteten westlichen Demokratien. Österreich hat mit einem Index von 2,66 (Parteiausgaben pro Wahlberechtigten im Verhältnis zum Bruttoinlandsprodukt) nach Japan (2,70) die zweithöchsten „Demokratiekosten“ im internationalen Vergleich.
Bei den Österreichischen Parteien war der Aufwand für eine flächendeckende, hauptberuflich tätige Parteiorganisation stets größer als die Ausgaben für Wahlkämpfer aller Art (insbesondere Bundespräsidentenwahl, Nationalratswahl, Wahl von 9 Landtagen und für das Europäische Parlament). In den frühen 1990er Jahren beanspruchten Wahlkämpfe bei den beiden großen Parteien (SPÖ, ÖVP) etwa ein Sechstel, bei den beiden kleineren Parteien (FPÖ, Alternative) etwa ein Fünftel aller Ausgaben.

## Parteienfinanzierungsregime
Die mit dem Parteiengesetz von 1975 geschaffenen Regeln für Transparenz und Kontrolle der Parteifinanzen waren äußerst großzügig ausgestaltet. Österreich ist im Jahr 2006 im Rahmen des Europarates der GRECO beigetreten und wurde im Jahr 2011 erstmals überprüft. Unter dem Einfluss der Kritik durch GRECO hat sich Österreich 2012 entschlossen, zu strengeren Regeln überzugehen. Im Dezember 2011 hat GRECO Bund und Ländern in Österreich u. a. empfohlen sicherzustellen, dass
- für die Finanzierung politischer Parteien (und ihrer Wahlkämpfe) angemessene Buchhaltungsstandards Anwendung finden,
- von den Parteien alljährliche Finanzberichte verlangt werden, die alle Gebietsverbände, Gliederungen und nachgeordneten Organisationen umfassen,
- die Identität aller Spender oberhalb eines bestimmten Mindestbetrages veröffentlicht wird und
- der Zugang zu allen Finanzberichten von Parteien und anderen Teilnehmern am politischen Wettbewerb verbessert wird.[24]

Obwohl vor 2012 keine Ausgabengrenzen für die Parteien oder Zuwendungsgrenzen für Spenden von Einzelpersonen, Verbänden oder Unternehmen in Kraft waren, gab es praktische Beschränkungen. Dazu gehörte insbesondere die zusätzliche Einkommensteuer, die von den Parteien auf politische Zuwendungen von Interessenorganisationen zu entrichten war.
Die Neufassung des Parteiengesetzes 2012 (das sog. „Transparenzpaket“) enthält eine Reihe von Verfassungsbestimmungen, die mit verfassungsgebender Mehrheit (SPÖ/ÖVP und Grüne als einzige Oppositionspartei) beschlossen wurde. Die Neuregelung des mit einfacher Mehrheit beschlossenen Parteienförderungsgesetzes erhöhte die Parteienförderung unter gleichzeitigem Wegfall des Wahlwerbungskostenbeitrags (außer bei Wahlen zum Europäischen Parlament). Eine Neuregelung der Dokumentation von Parteisteuern (vgl. den deutschen Begriff Mandatsträgerbeitrag) war 2012 noch ausgenommen und soll im Jahr 2013 im Parteiengesetz erfolgen.
Im Rahmen des Transparenzpakets sind im Juli 2012 zahlreiche neue Vorschriften in Kraft getreten, darunter verschärfte Offenlegungspflichten u. a. für Spenden jetzt über 3.500 EUR. In seinem Bericht zur Durchführung von Empfehlungen (Compliance Report vom 28. März 2014) hat GRECO festgestellt, dass Österreich von den insgesamt 11 Empfehlungen zur Transparenz der Parteifinanzen genau vier zufriedenstellend, aber fünf nur teilweise und zwei gar nicht umgesetzt hat.
Das „Anfüttern“ von Mandatsträgern wurde bereits 2008 verboten, jedoch im Jahr 2009 wieder gelockert, was insbesondere im Zusammenhang mit der Telekom-Affäre und dem parlamentarischen Untersuchungsausschuss zur Klärung von Korruptionsvorwürfen als Rückschritt kritisiert wurde.
Die ersten, den neuen Vorschriften entsprechenden, Rechenschaftsberichte für das Jahr 2013 können auf der Internetseite des Rechnungshofs eingesehen werden. Bereits vor Veröffentlichung der ersten Rechenschaftsberichte nach dem Parteiengesetz 2012 hat ein Anwalt mit eigener Kanzlei erhebliche Kritik am Perfektionismus der neuen Bestimmungen angemeldet. Schwerpunkte seiner Kritik sind das Fehlen von Bagatellgrenzen für die innerparteiliche Zusammenfassung von Einzelspenden an verschiedene Gliederungen zur Prüfung der Publikationspflicht im Einzelfall, das Fehlen einer Bagatellgrenze (und die allfälligen Bewertungsprobleme) bei Sachspenden sowie eine (unnötige) Doppelung der Transparenz im Bereich des Sponsoring und der Medienanzeigen.
Grundlage für die öffentliche Parteienfinanzierung sind in Österreich das Parteiengesetz („PartG“) und das Parteienförderungsgesetz („PartFörG“), zuletzt 2012 neugefasst unter dem Stichwort Transparenzpaket. Nach Art. 1 § 1 Abs. 1 PartG, sind „die Existenz und Vielfalt politischer Parteien […] wesentliche Bestandteile der demokratischen Ordnung der Republik Österreich“, woraus sich Aufgaben und Ziele für die Parteien ableiten, die der öffentlichen Förderung würdig sind. Ihre Finanzierung umfasst Einnahmen aus Mitgliedsbeiträgen, privaten Spenden, Parteisteuern (Mandatsträgerbeiträge) und öffentlichen Subventionen (Parteienförderung).
2013 erhielten die österreichischen Parteien mehr als 127 Mio. Euro an Fördermitteln.
Im Februar 2018 hat der Salzburger Landtag beschlossen, dass (kleine) Parteien in Zukunft weniger Förderung erhalten, wenn Fraktionsmitglieder austreten oder ausscheiden.
Im März 2019 wurde vom Nationalrat eine Änderung der Valorisierungsklausel rückwirkend mit 1. Jänner 2019 beschlossen. Gemäß dem Gesetzesbeschluss sollen die Förderungen künftig jedes Jahr automatisch steigen und nicht erst bei Erreichen eines Inflationsschwellenwerts von 5 Prozent. Für 2019 wurde eine Erhöhung um zwei Prozent beschlossen.

## Bibliografie
- Wolfgang C. Müller, Martin Hartmann: Finanzen im Dunkeln: Aspekte der Parteienfinanzierung. In Peter Gerlich, Wolfgang C. Müller (Hrsg.): Zwischen Koalition und Proporz. Österreichs Parteien seit 1945. Wien: Braumüller, 1983, S. 249–279.
- Gudrun Klee-Kruse: Financing Parties and Elections in Small European Democracies. Austria and Sweden. In Arthur B. Gunlicks (Hrsg.): Campaign and Party Finance in North America and Western Europe. Boulder CO: Westview Press, 1993, S. 178–200.
- Gudrun Klee-Kruse: Öffentliche Parteienfinanzierung in westlichen Demokratien. Schweden und Österreich: Ein Vergleich. Frankfurt a. M. et al.: Peter Lang, 1993.
- Wolfgang C. Müller: The Development of Austrian Party Organizations in the Post-war Period. In Richard S. Katz, Peter Mair (Hrsg.): How Parties Organize. Change and Adaptation in Party Organizations in Western Democracies. London et al.: Sage Publications, 1994, S. 53–68.
- Hubert Sickinger: Parteien- und Wahlkampffinanzierung in den 90er Jahren. In Fritz Plasser et al. (Hrsg.): Das österreichische Wahlverhalten. Wien: Böhlau Verlag, 2000, S. 305–331.
- Doris Cordes: Die Finanzierung der politischen Parteien Deutschlands, Österreichs und der Niederlande, rer. pol. Diss., Oldenburg 2002.
- Hubert Sickinger: Politikfinanzierung in Österreich. 1. Aufl., Thaur et al.: Druck- und Verlagshaus, 1997; 2. Aufl., Wien: Czernin Verlag, 2009.
- Hubert Sickinger: Neue Regeln für die Parteienfinanzierung. In: Österreichisches Jahrbuch für Politik 2012, hrsg. v. Andreas Khol et al., Wien et al.: Böhlau Verlag, 2013, S. 273–288.
- Manuela Susanne Blumenberg: Ausgabenstrukturen demokratischer Parteien im internationalen Vergleich. Hamburg, Verlag Dr. Kovac, 2013.